# Federazione pallavolistica di Gibilterra
La Federazione gibilterriana di pallavolo (eng. Gibraltar Volleyball Association, GVA) è un'organizzazione fondata per governare la pratica della pallavolo a Gibilterra.
Pone sotto la propria egida la nazionale maschile e femminile.
Ha aderito alla FIVB nel 1984.